# Autostrada A16 (Belgio)
L'Autostrada A16 belga parte da Saint-Ghislain fino ad arrivare a Tournai ed è lunga 35 km.

## Percorso
|      |                                                       |        |                |  |  |
| Tipo | Indicazione                                           | Uscita | Strada europea |  |  |
|      | Barriera Hautrage                                     |        |                |  |  |
|      | Pommerœul                                             | 26     |                |  |  |
|      | Bernissart                                            | 27     |                |  |  |
|      | Blaton                                                | 28     |                |  |  |
|      | Péruwelz                                              | 29     |                |  |  |
|      | Area di parcheggio "Bury" (solo carreggiata est)      |        |                |  |  |
|      | Area di parcheggio "Genotte" (solo carreggiata ovest) |        |                |  |  |
|      | Maubray                                               | 30     |                |  |  |
|      | Antoing                                               | 31     |                |  |  |
|      | Area di parcheggio "Bourgrambray"                     |        |                |  |  |
|      | Tournai-Est                                           | 32     |                |  |  |
|      | Barriera Tournai (solo carreggiata ovest)             |        |                |  |  |
|      | Tournai-Nord                                          | 33     |                |  |  |
|      | Barriera Tournai                                      |        |                |  |  |